# Bárbara de la Fuente
Barbara de la Fuente é uma atriz brasileira, formada pela EAD - Escola de Arte Dramática da USP. Trabalhou em diversas peças teatrais.
Recebeu o prêmio APCA de atriz revelação em 1990 pela sua atuação na peça A Farsa da Cabeça do Dragão, de Ramon del Valle Inclan dirigida por Claudio Luchesi. No mesmo ano recebeu indicação ao prêmio de melhor atriz coadjuvante da Apetesp pela mesma peça.
Atualmente reside em Toronto, Canadá, onde trabalha em peças teatrais, vídeos institucionais e em flmes de longa e curta metragens.
No Canadá, Bárbara produziu o show Sounds of Ipanema - a Tribute to Tom Jobim, Nelson Rodrigues Festival e foi a criadora e responsável pelo BRAFFTV - Brazilian Film Festival of Toronto e Expressions of Brazil.. 
Como autora teatral, ela escreveu as peças "Breasts", montada no Toronto Fringe Festival, "Cut and Fried", e "Se essa rua fosse minha" apresentada no George Ignatieff Theatre, na qual também foi diretora.
Em 2012 gravou um CD com as poesias de Leopoldo Paradela.
Em 2014 a sua peça "Cut and Fried" foi adaptada para o cinema, virando um curta metragem com direção do cineasta premiado Mark Datuin. 
Como roteirista, Bárbara escreveu a adaptação de "Cut and Fried", "The Kiss", e atualmente está escrevendo o longa "O Caminho"(título provisório).